# Brian Yuzna
Brian Yuzna (Filipinas, 1949) é um diretor e roteirista filipino, radicado nos Estados Unidos.

## Carreira
Filho de pais americanos nascido em 1949 em Manila, Filipinas, é diretor de filmes como “Faust – O Pesadelo Eterno” (Faust: Love of the Damned) (2000), “A Noiva do Re-animator” (Bride of Re-Animator) (1990) e “Re-animator: Fase Terminal” (Beyond Re-Animator) (2003), ele se juntou ao produtor espanhol Julio Fernández e criaram juntos o estúdio “Fantastic Factory”, especializado em filmes de Terror com a maioria da equipe técnica e locações na Espanha.
Dessa parceria surgiram filmes como “Arachnid” e “Dagon” (ambos de 2001), além de vários outros como “Rottweiler” (2004), também dirigido por Yuzna.
Fez parceria com o consagrado diretor, roteirista e produtor Stuart Gordon (juntos realizaram os filmes cults, “Re-Animator”, “Do Além”, “O Dentista” e o mais novo filme da saga Re-Animator "The House of Re-Animator" ).

## Filmografia[1]
2011 - 60 Seconds of Solitude in Year Zero
2010 - Amphibious
2005 - Beneath Still Waters
2004 - Rottweiler
2003 - Re-Animator - Fase Terminal
2000 - Faust - O Pesadelo Eterno
1998 - Progeny - O Intruso (Progeny)
1998 - O Dentista 2
1996 - O Dentista
1993 - Necronomicon - O Livro Proibido dos Mortos
1993 - A Volta dos Mortos Vivos 3
1990- A Noiva do Re-Animator (Bride of Re-Animator)
1989 - Sociedade dos Amigos do Diabo